# Villeréal
 Villeréal  es una población y comuna francesa, en la región de Aquitania, departamento de Lot y Garona, en el distrito de Villeneuve-sur-Lot y cantón de Villeréal.

## Demografía
| 1142 | 1280 | 1159 | 1138 | 1195 | 1186 |
| Para los censos de 1962 a 1999 la población legal corresponde a la población sin duplicidades (Fuente: INSEE [Consultar]) |      |      |      |      |      |

## Hermanamientos
- La Sotonera, España.[3]